# Epistaurus succineus
Epistaurus succineus är en insektsart som först beskrevs av Krauss 1877.  Epistaurus succineus ingår i släktet Epistaurus och familjen gräshoppor. Inga underarter finns listade i Catalogue of Life.